# Ilhas Amami

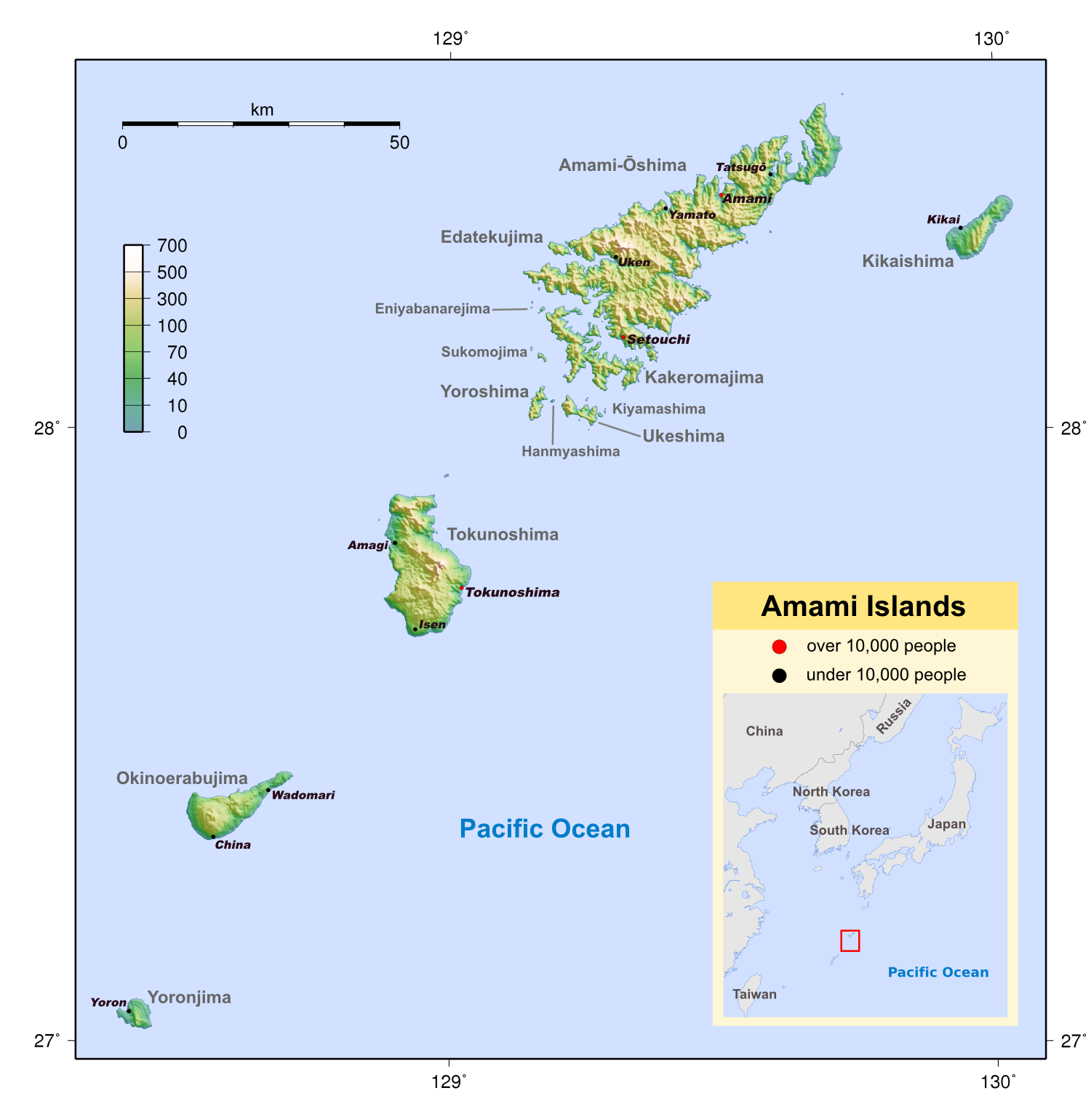
Ilhas Amami

As Ilhas Amami (奄美諸島, amami shotō) fazem parte do Arquipélago de Ryūkyū, no Japão. A lista de ilhas é a seguinte:
- Amami Ōshima (奄美大島)
- Kikaigashima (喜界島)
- Kakeromajima　(加計呂麻島)
- Yoroshima (与路島)
- Ukeshima (請島)
- Tokunoshima　(徳之島)
- Okinoerabujima (沖永良島)
- Yoronjima (ou Yorontō) (与論島)

Fazem parte da prefeitura de Kagoshima, na região de Kyūshū. O seu nome provém de Amamikiyo (アマミキヨ) ou Amamiko (アマミコ), uma deusa das lendas Ryukyuanas.